# Port (Franciaország)
Port egy település Franciaországban, Ain megyében. Lakosainak száma 843 fő (2022. január 1.). Port Brion, Montréal-la-Cluse, Nantua és Saint-Martin-du-Frêne községekkel határos.

## Népesség
A település népességének változása:
| Lakosok száma | 240  | 509  | 773  | 880  | 848  | 851  | 849  | 836  | 840  | 843  |
|               | 1968 | 1982 | 1990 | 2006 | 2013 | 2015 | 2017 | 2019 | 2020 | 2022 |